# خفاش‌های دماغ‌دراز جفروی
خفاش‌های دماغ‌دراز جفروی (نام علمی: Anoura) نام یک سرده از تیره خفاش برگ‌بینی است.